# Paleotropis

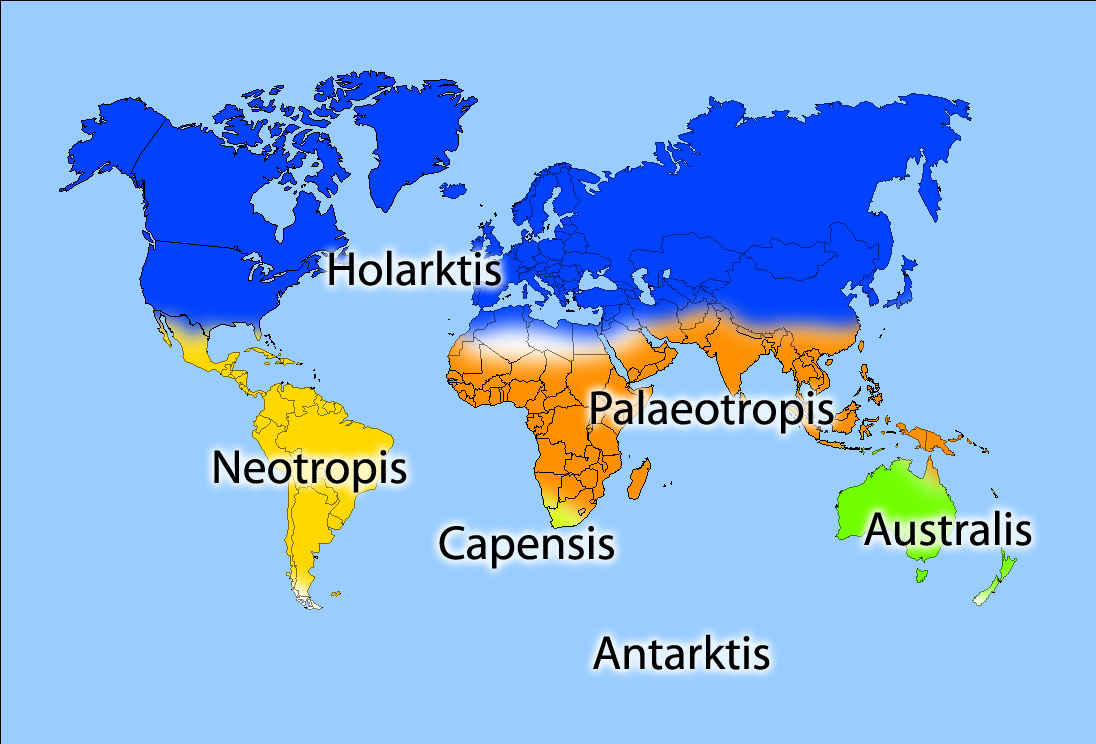
De florarijken

Paleotropis is een florarijk dat grotendeels samenvalt met het begrip de palaeotropen, zijnde de tropen van de Oude Wereld.
In de biologie is paleotropisch het geografisch voorkomen van taxa. De distributie van een taxon is palaeotropisch als deze voorkomt in tropische regio's op beide continenten van de Oude Wereld, dat wil zeggen in Afrika en Azië. Bij florarijken wordt alleen naar plantensoorten gekeken. Andere indelingen beschouwen ook andere taxa.
De indeling naar gebied kan daardoor verschillen. De zuidpunt van Zuid-Afrika wordt vaak tot zijn eigen florarijk Capensis gerekend, omdat er daar erg veel endemische plantensoorten zijn. Voor diersoorten is het endemisme er een stuk minder. Als ecozone wordt heel Afrika onder de Sahara tot één gebied gerekend, het Afrotropisch gebied, maar wel apart van de tropen van zuidelijk Azië. Ecozones en florarijken vallen dus niet samen.
Ook over de definitie van het florarijk Paleotropis verder naar het oosten verschillen de meningen. Sommigen rekenen Nieuw-Guinea en de eilanden van de Stille Oceaan er ook toe. Anderen reserveren daar een zevende florarijk voor, het Oceanische florarijk.